# Altaici
Gli Altaici, noti anche come Altaj o Altai, sono un popolo turco che vive nella Repubblica dell'Altaj e nel Territorio dell'Altaj in Siberia. Per gli etnonimi alternativi vedi anche Teleuti, Tiele, Telengiti, Tatari Neri e Oirati. Gli Altaici sono rappresentati da due gruppi etnici:
- Gli Altaici settentrionali includono i Tubalari (Tuba-Kizhi), i Celcani, i Cumandini, gli Šori
- Gli Altaici meridionali includono gli Altaici (Altaj-Kizhi), i Teleuti, i Tiele, i Telengiti

Gli Altaici settentrionali e meridionali si formarono nell'area dei Monti Altaj a partire dalle tribù di Kimeki - Kipčaki.

## Storia
Gli Altaici furono annessi dai Quattro oirati dei Mongoli occidentali nel XVI secolo. I Mongoli li chiamavano "Telengid" o "Telengid aimag" nel periodo della dinastia Yuan settentrionale. Dopo la caduta del Khanato degli Zungari nel XVIII secolo, gli Altaj furono soggiogati dalla dinastia Qing. Quella corte li indicava come Altan Nuur Uriyangkhai. Ma gli Altaici non sono geneticamente imparentati con gli Uriyangkhai, che è un distinto gruppo etnico oirato-mongolo confinante della Mongolia.
Gli Altaici entrarono in contatto con i Russi nel XVIII secolo. Nel periodo zarista, gli Altaici erano conosciuti come Oiroti o Oyroti (questo nome corrisponde agli Oirati e sarebbe poi continuato nell'Oblast' autonoma di Oirot). Gli Altaici riferiscono che molti di loro divennero dipendenti dalla vodka dei Russi, che chiamarono "acqua di fuoco".
Per quanto riguarda la religione, alcuni degli Altaj rimangono sciamanici, mentre altri (in una tendenza che inizia a metà del XIX secolo) si sono convertiti alla Chiesa ortodossa russa. La missione dell'Altaj fu sviluppata sotto san Macario Gluckharev († 1847), noto come "l'Apostolo dell'Altaj". Nel 1904, un movimento religioso chiamato Ak Jang o Burkhanismo sorse tra questo popolo.
Prima del 1917 gli Altaj erano considerati costituiti da molti gruppi etnici diversi.
Con l'avvento della rivoluzione del 1917, gli Altaj tentarono di trasformare la loro regione in una repubblica burkhanista separata, chiamata Oyrot. Il loro sostegno ai menscevichi durante la guerra civile portò al collasso dell'impresa dopo la vittoria bolscevica e la successiva ascesa di Iosif Stalin. Negli anni '40, durante la Seconda guerra mondiale e quando dirigendo numerose purghe, il suo governo accusò gli Altaici di essere filo-giapponesi. La parola oyrot fu così dichiarata controrivoluzionaria. Nel 1950, le politiche di industrializzazione sovietica e lo sviluppo in quest'area ebbero come risultato una considerevole migrazione di Russi in questa repubblica, riducendo la percentuale di Altaici nella popolazione totale dal 50% al 20%. All'inizio del XXI secolo, gli Altaici etnici costituiscono circa il 31% della popolazione della Repubblica dell'Altaj.

## Demografia
Secondo il censimento russo del 2010, c'erano un totale di 69.963 Altaici che risiedevano nella Repubblica dell'Altaj. Ciò rappresentava il 34,5% della popolazione totale della Repubblica, rispetto al 56,6% con ascendenza russa: le famiglie altaiche sono la maggioranza solo in alcuni villaggi. Tuttavia, la cultura altaica è ancora quella predominante tra le persone e le comunità locali.

## Galleria d'immagini

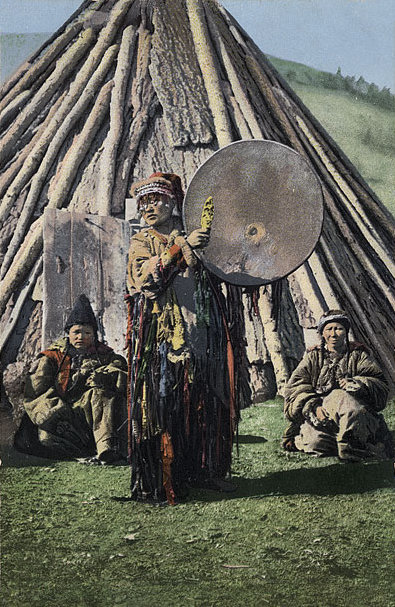
Sciamano altaj
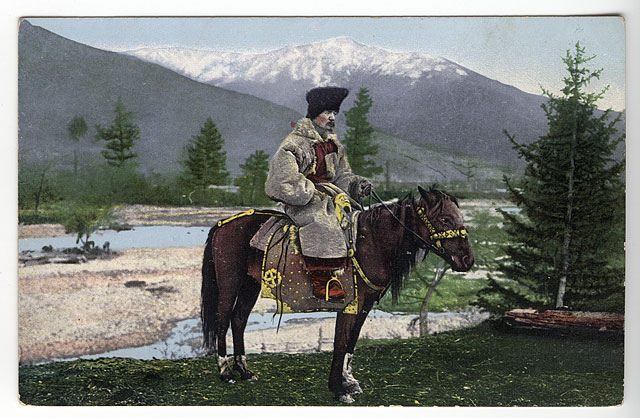
Uomo altaj in costume nazionale a cavallo
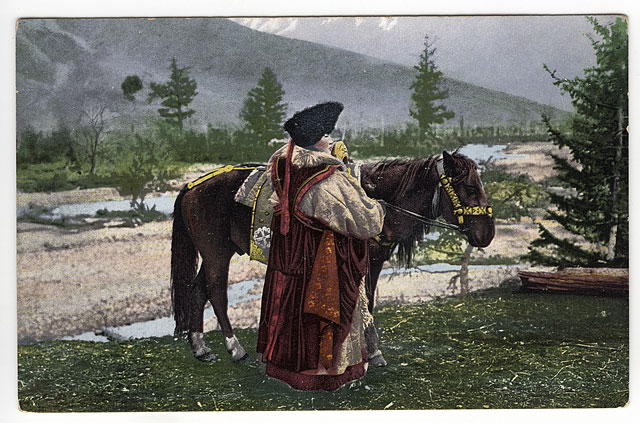
Donna altaj in costume nazionale
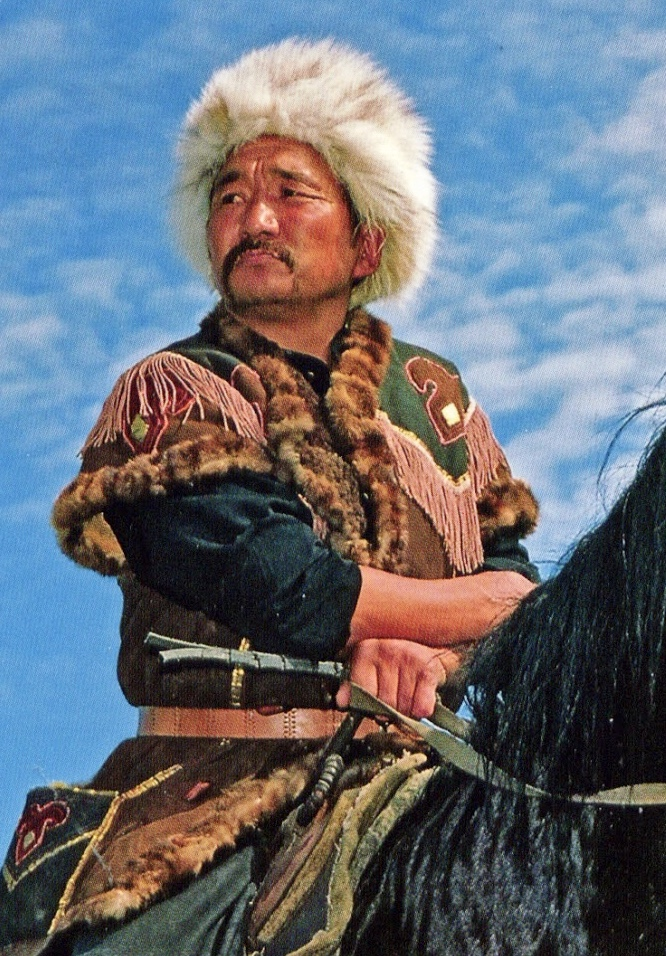
Cavaliere altaj
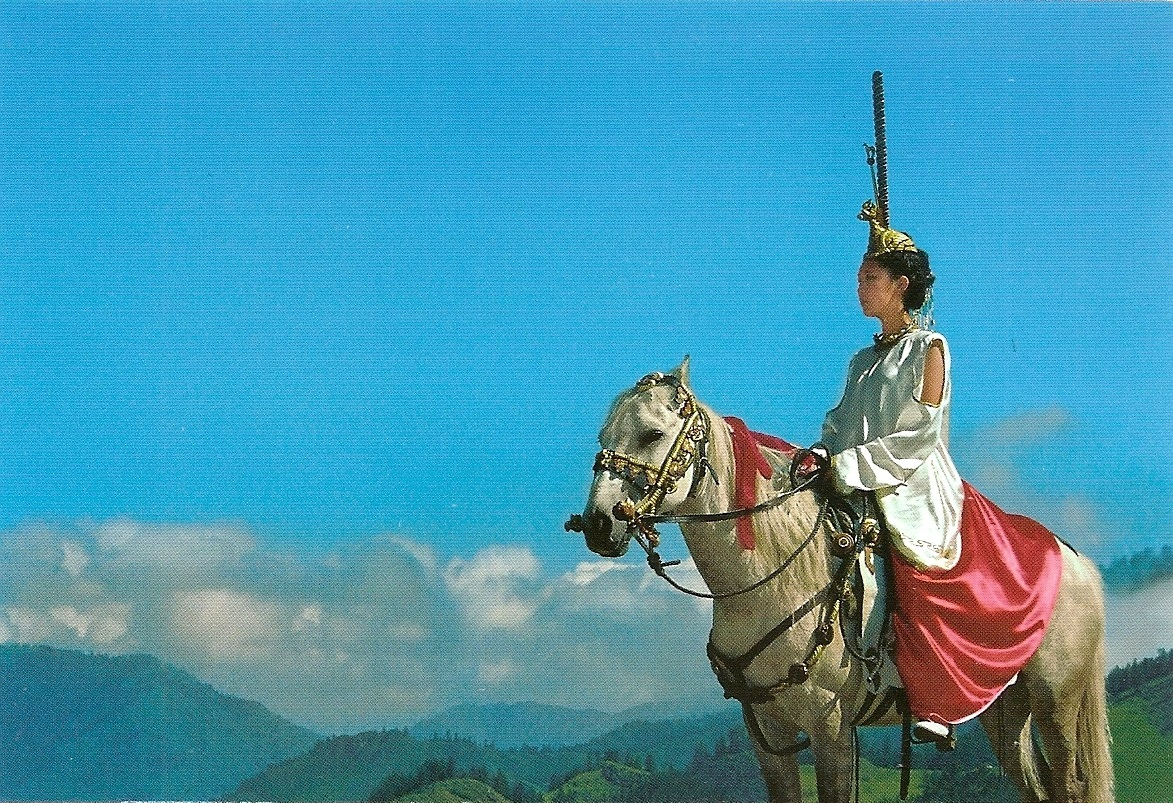
Donna altaj